# Коли спізнюються в ЗАГС...
«Коли спізнюються в ЗАГС…» (рос. «Когда опаздывают в ЗАГС…») — радянський художній комедійний фільм 1991 року.

## Сюжет
Молода людина Костянтин після прильоту з відрядження виявляє у себе вдома незнайомку Світлану. Він з'ясовує, хто вона і що робить не в своїй квартирі, але випровадити не наважується. Виявляється, дівчина запізнилася в ЗАГС на власне одруження, і наречений, образившись, виїхав. Батько Світлани повинен ось-ось приїхати, але майбутнього зятя він ще жодного разу не бачив. Костянтин в польоті познайомився зі стюардесою Вікою, якій запропонував зустрітися, але тепер не знає, як бути. До Світлани сьогодні приїжджає батько, і тут же прилітає Віка. Костя не виганяє Світлану з квартири. Приїжджає мати Кості, і всі зустрічаються в одній квартирі.

## У ролях
- Ірина Феофанова —  Світлана, дружина Тимофія
- Сергій Зуєв —  Костя, кооператор
- Владислав Демченко —  Тимофій
- Ірина Ліванова —  Віка, дівчина Кості
- Ірина Муравйова —  Марія Павлівна Львова, перший заступник міністра з постачання, мати Кості
- Михайло Свєтін —  Олександр Петрович Шумилов, головний інженер Новосибірського заводу, батько Світи
- Роман Ткачук —  батько Тимофія, художник
- Інна Ульянова —  Тамара Михайлівна, мати Тимофія
- Валерій Немешаєв —  Валера, друг Тимофія
- Владислав Ковальков —  таксист в аеропорту

## Знімальна група
- Автор сценарію: Владлен Бахнов
- Режисер-постановник: Віталій Макаров
- Оператор-постановник: Олексій Сікорський
- Художник-постановник: Микола Терехов
- Композитор: Євген Крилатов